# Tinea trochaea
Tinea trochaea är en fjärilsart som beskrevs av Edward Meyrick 1911. Tinea trochaea ingår i släktet Tinea och familjen äkta malar.
Artens utbredningsområde är Seychellerna. Inga underarter finns listade i Catalogue of Life.